# Tsültrim Chöpel
Tsültrim Chöpel  (1561-1623) was een Tibetaans geestelijke. Hij was de tweeëndertigste Ganden tripa van 1620 tot 1623 en daarmee de hoofdabt van het klooster Ganden en hoogste geestelijke van de gelugtraditie in het Tibetaans boeddhisme.

## Biografie
Tsültrim Chöpel werd in 1561  geboren in Nyang Drongtse in Tsang. Hij werd al op jonge leeftijd toegelaten tot het Drongtse-klooster, waar hij de voor het kloosterleven benodigde basisopleiding volgde. Daarna ging hij eerst naar Tashilhunpo, zetel van de pänchen lama's, en kreeg een verdere opleiding. Vervolgens trok hij naar Lhasa, waar hij zich inschreef bij het Sera Je College van de Sera-kloosteruniversiteit. Hij bestudeerde er soetra en tantra volgens de gelugtraditie en deed examen voor de geshe-titel Rabjampa.
Tsültrim Chöpel werd daarna leraar aan het Jangtse-college van de Ganden-kloosteruniversiteit, en was vervolgens abt van enkele kloosters. Hij verbleef enige tijd in Changlo, een dorp bij Gyantse. Daar werd hij bekend als Changlo Chenpa, omdat hij geliefd werd bij de bevolking.  In 1620 werd hij gekozen tot de 32e Ganden tripa, waar hij – naast zijn taken als hoofdabt – ook lesgaf in soetra en tantra. Hij bezette deze positie tot 1623 en gaf in die tijd leiding aan belangrijke religieuze festiviteiten. In 1621 begeleidde en ondersteunde hij de eerste (eigenlijk de vierde) Pänchen lama, Lobsang Chökyi Gyaltsen, bij het bemiddelen in de conflicten tussen de regio Tsang en de Mongolen.
Tsültrim Chöpel overleed in 1623, waardoor hij de gebruikelijke termijn van 7 jaar als hoofdabt niet kon afmaken. Ter nagedachtenis werd voor hem in het Gandenklooster een zilveren stoepa gemaakt.